# Felicitas Arias
Elisa Felicitas Arias (La Plata, 3 de noviembre de 1952) es una astrónoma argentina que trabajaba como jefe de computación, mantenimiento y difusión del Tiempo universal coordinado (UTC) en la Oficina Internacional de Pesas y Medidas (BPIM),
reconocida por sus contribuciones a la definición y realización del Sistema Internacional de Referencia Celestial.

## Trayectoria
Se recibió en Astronomía en la Universidad Nacional de La Plata en 1976, y obtuvo su doctorado en Astrometria, Mecánica Celeste y geodesia en el Observatorio de París en 1990.
En la Universidad de La Plata fue profesora y corresponsable del Centro de Datos Astronómicos de Argentina, y fue Directora del Observatorio Naval de Buenos Aires entre 1991 y 1999 en donde una de sus responsabilidades era la de mantener la hora nacional Argentina.
Trabajó en la definición y realización del Sistema Internacional de Referencia Celestial en el Servicio Internacional de Rotación de la Tierra y Sistemas de Referencia (IERS), entre 1990 y el 2000, que se dedica a estudiar la rotación de la tierra y a estimar cuando se debería agregar el segundo intercalar.
En 1999 luego de presentarse a concurso en el organismo, es elegida para el cargo de Directoria del Departamento del Tiempo del BIPM, además de seguir cooperando con el IERS y el observatorio de París en el campo de las referencias celestes.
Lleva publicados más de 130 artículos científicos sobre metrologia y astrometria,  y es frecuentemente solicitada para auditar artículos en revistas especializadas.
Es una miembro activo dentro de diversas organizaciones de su campo como en la Asociación Internacional de Geodesia y en la IERS. Es además representante del BIPM ante la Unión Internacional de Telecomunicaciones, y en Francia es miembro de la Bureau of Longitudes. También es miembro activo de la Unión Astronómica Internacional como Jefe de la división A de WG Time Metrology Standards, miembro en las divisiones A Fundamental Astronomy, A WG Third Realisation of International Celestial Reference Frame, A WG Time Metrology Standards, y miembro del Comité Directivo de la división A Fundamental Astronomy.
Felicitas argumenta que hay que acabar con la tradición del Segundo intercalar, ya que genera problemas de coordinación del tiempo alrededor del mundo, y tiene pocos beneficios para la vida actual. Y sobre el tema explicó en una entrevistaː

El tiempo es un parámetro vital, la pérdida de sincronización entorpece a ciertas actividades, entre ellas la economía, los cambios bursátiles, etc. Y también podríamos hablar de problemas en la exploración del espacio o en los sistemas de satélites que   sirven a las comunicaciones, o al posicionamiento con GPS.

Escribió el prólogo del libro "Astronomía en Liliput - Talleres de introducción a las ciencias del espacio", y colaboró con la preparación de temas junto con otros profesionales de la Universidad de La Plata en el libro Objetivo Universo. Coeditó el libro The Science of Time (2016), que presenta información sobre el tiempo, su historia, y datos para futuras consideraciones sobre el tema.
Participó de diversos grupos de trabajo relacionados con la medición, predicción y emisión del tiempo en la sección de Espacio Exterior de las Naciones Unidas.